# Srdoči
Srdoči (italienska: Sérdoci) är ett lokalnämndsområde och stadsdel i Rijeka i Kroatien.    

## Geografi
Srdoči ligger i nordvästra Rijeka och gränsar till lokalnämndsområdena Grbci och Zamet i söder, Kantrida i väster och Gornji Zamet i öster. I nordväst gränsar stadsdelen mot bosättningen Ćikovići i Kastavs kommun och i nordöst mot bosättningen Marinići i Viškovos kommun.

## Byggnader (urval)
- Heliga korsets kyrka
- Srdočis grundskola
- Srdočis sportcenter